# Cystoprosopa sepia
Cystoprosopa sepia là một loài ruồi trong họ Asilidae. Cystoprosopa sepia được Hull miêu tả năm 1962.